# Khúc côn cầu trên cỏ tại Đại hội Thể thao châu Á 2010 – Giải đấu Nữ
Khúc côn cầu trên cỏ tại Đại hội Thể thao châu Á 2010 dành cho nữ được tổ chức tại Quảng Châu, Trung Quốc từ ngày 13 tháng 10 đến ngày 24 tháng 10 năm 2010 tại Sân khúc côn cầu Aoti.
Trung Quốc đã vô địch lần thứ ba sau khi đánh bại Hàn Quốc 5–4 trong loạt đá luân lưu sau khi trận chung kết kết thúc với tỷ số hòa 0–0.

## Trọng tài
Các trọng tài sau đây được chỉ định bởi FIH và AHF để điều hành giải đấu:
- Mercedes Sánchez (ARG)
- Chen Hong (CHN)
- Miao Lin (CHN)
- Christiane Hippler (GER)
- Kitty Yau (HKG)
- Anupama Puchimanda (IND)
- Nor Piza Hassan (MAS)
- Miskarmalia Mohd Ariffin (SGP)
- Lynn Hassan (SGP)
- Lesley Nunn (RSA)
- Kang Hyun-young (KOR)

## Đội hình thi đấu
| Trung Quốc | Ấn Độ | Nhật Bản | Kazakhstan |
| --- | --- | --- | --- |
| - Ma Yibo - Huang Xuejiao - Ma Wei - Sun Sinan - Fu Baorong - Li Shuang - Gao Lihua - Wang Zhishuang - Zhang Yimeng - Li Hongxia - Ren Ye - Zhao Yudiao - Song Qingling - De Jiaojiao - Xu Xiaoxu - Li Dongxiao | - Dipika Murthy - Binita Toppo - Chanchan Devi Thokchom - Surinder Kaur - Poonam Rani - Yogita Bali - Ritu Rani - Deepika Thakur - Jasjeet Kaur Handa - Mukta Prava Barla - Rosalind Ralte - Saba Anjum Karim - Joydeep Kaur - Kirandeep Kaur - Rani Rampal - Subhadra Pradhan | - Sakiyo Asano - Keiko Miura - Akemi Kato - Ai Murakami - Miyuki Nakagawa - Keiko Manabe - Yukari Yamamoto - Mie Nakashima - Rika Komazawa - Kaori Chiba - Nagisa Hayashi - Mazuki Arai - Kana Nagayama - Mayumi Ono - Aki Mitsuhashi - Shiho Otsuka | - Alessya Pyotukh - Viktoriya Shaimardanova - Natalya Sazontova - Olga Zhizhina - Anastassiya Chsherbakova - Aigerim Makhanova - Yelena Svirskaya - Vera Domashneva - Gulnara Imangaliyeva - Yuliya Mikheichik - Alissa Chepkassova - Irina Dobrioglo - Natalya Gataulina - Mariya Tussubzhanova - Galiya Baissarina - Aliya Mukhambetova |
| Malaysia | Hàn Quốc | Thái Lan | |
| - Farah Ayuni Yahya - Fazilla Sylvester Silin - Sebah Kari - Noor Hasliza - Rabiatul Adawiyah - Siti Noor Amarina Ruhaini - Juliani Mohd Din - Norfaraha Hashim - Catherine Lambor - Norhasikin Halim - Norazlin Sumantri - Nuraini Abdul Rashid - Nadia Abdul Rahman - Norbaini Hashim - Siti Noor Hafiza Zainordin - Nor Hidayah Ahmad Bokhari | - Moon Young-hui - Kim Young-ran - Kim Bo-mi - Park Seon-mi - Lee Seon-ok - Kim Jong-hee - Park Mi-hyun - Kim Jong-eun - Kim Da-rae - Cheon Seul-ki - Jeon Yu-mi - Gim Sung-hee - Jang Soo-ji - Kim Ok-ju - Kim Eun-sil - Park Ki-ju                                           | - Jesdaporn Tongsun - Thanittha Chuangmanichot - Theeranan Taengnim - Benchamas Yuenyong - Tikhamporn Sakunpithak - Kannika Lewrungrot - Phannipha Phanin - Supannee Yimnual - Sukanya Ritngam - Boonta Duangurai - Ratanaporn Shongpranam - Sairung Juwong - Ratsamee Jaturonratsamee - Baifurn Chaisokchuek - Kamolrat Thongkanarak - Duangrut Chantaruck | |

## Kết quả
Tất cả các giờ đều là Giờ chuẩn Trung Quốc (UTC+08:00).

### Vòng sơ loại
| VT | Đội        | ST | T | H | B | BT | BB | HS  | Đ  | Giành quyền tham dự   |
| -- | ---------- | -- | - | - | - | -- | -- | --- | -- | --------------------- |
| 1  | Trung Quốc | 6  | 5 | 1 | 0 | 31 | 4  | +27 | 16 | Tranh huy chương vàng |
| 2  | Hàn Quốc   | 6  | 5 | 1 | 0 | 24 | 5  | +19 | 16 | Tranh huy chương vàng |
| 3  | Nhật Bản   | 6  | 4 | 0 | 2 | 21 | 7  | +14 | 12 | Tranh huy chương đồng |
| 4  | Ấn Độ      | 6  | 3 | 0 | 3 | 24 | 6  | +18 | 9  | Tranh huy chương đồng |
| 5  | Malaysia   | 6  | 2 | 0 | 4 | 12 | 18 | −6  | 6  | Trận tranh hạng năm   |
| 6  | Thái Lan   | 6  | 1 | 0 | 5 | 5  | 44 | −39 | 3  | Trận tranh hạng năm   |
| 7  | Kazakhstan | 6  | 0 | 0 | 6 | 3  | 36 | −33 | 0  |                       |

#### Vòng chia bảng
| 13 tháng 11 năm 2010 15:30 |

| Nhật Bản                                           | 5–0                      | Kazakhstan     |
| -------------------------------------------------- | ------------------------ | -------------- |
| Murakami 10', 29' · Mitsuhashi 17' · Nakashima 21' | PHÁN QUYẾT CỦA TRỌNG TÀI | Domashneva 65' |

| Trọng tài: Kang Hyun-young (KOR) Miskarmalia Mohd Ariffin (SGP) |

| 13 tháng 11 năm 2010 17:30 |

| Hàn Quốc                                       | 5–0 | Thái Lan |
| ---------------------------------------------- | --- | -------- |
| Kim E. 13' · Park M. 40', 66' · Cheon 54', 68' |     |          |

| Trọng tài: Lynn Hassan (SGP) Christiane Hippler (GER) |

| 13 tháng 11 năm 2010 19:30 |

| Ấn Độ                                                | 4–0 | Malaysia |
| ---------------------------------------------------- | --- | -------- |
| Chanchan 26' · Deepika 43' · Rani 53' · Surinder 67' |     |          |

| Trọng tài: Miao Lin (CHN) Lesley Nunn (RSA) |

| 14 tháng 11 năm 2010 15:30 |

| Hàn Quốc                                                                          | 10–3 | Kazakhstan                             |
| --------------------------------------------------------------------------------- | ---- | -------------------------------------- |
| Kim B. 4' · Lee 24', 30', 35', 36', 40', 50' · Park M. 56', 69' · Kim Jong-E. 66' |      | Chsherbakova 21', 39' · Mikheichik 64' |

| Trọng tài: Nor Piza Hassan (MAS) Kitty Yau (HKG) |

| 14 tháng 11 năm 2010 17:30 |

| Nhật Bản                                    | 4–2 | Malaysia                 |
| ------------------------------------------- | --- | ------------------------ |
| Chiba 3', 63' · Murakami 12' · Nakagawa 68' |     | Noor 55' · Norfaraha 61' |

| Trọng tài: Chen Hong (CHN) Mercedes Sánchez (ARG) |

| 14 tháng 11 năm 2010 19:30 |

| Trung Quốc                                                                                               | 13–0 | Thái Lan |
| --- | ---- | -------- |
| Ma Y. 4', 11', 43', 47' · Zhao 7', 22' · Song 24', 50' · Gao 26' · Wang 28' · De. 32' · Xu 60' · Sun 63' |      |          |

| Trọng tài: Kim Jung-hee (KOR) Anupama Puchimanda (IND) |

| 16 tháng 11 năm 2010 13:00 |

| Nhật Bản                            | 3–0 | Ấn Độ |
| ----------------------------------- | --- | ----- |
| Nakagawa 10' · Chiba 31' · Arai 69' |     |       |

| Trọng tài: Christiane Hippler (GER) Miao Lin (CHN) |

| 16 tháng 11 năm 2010 14:30 |

| Hàn Quốc                                       | 4–0 | Malaysia |
| ---------------------------------------------- | --- | -------- |
| Park M. 27' · Cheon 39' · Kim E. 49' · Lee 67' |     |          |

| Trọng tài: Mercedes Sánchez (ARG) Lesley Nunn (RSA) |

| 16 tháng 11 năm 2010 15:00 |

| Trung Quốc                     | 5–0                      | Kazakhstan |
| ------------------------------ | ------------------------ | ---------- |
| Ma Y. 2' · Zhao 11' · Song 19' | PHÁN QUYẾT CỦA TRỌNG TÀI |            |

| Trọng tài: Nor Piza Hassan (MAS) Miskarmalia Mohd Ariffin (SGP) |

| 17 tháng 11 năm 2010 14:30 |

| Hàn Quốc       | 1–0 | Ấn Độ |
| -------------- | --- | ----- |
| Kim Jong-H. 8' |     |       |

| Trọng tài: Mercedes Sánchez (ARG) Chen Hong (CHN) |

| 17 tháng 11 năm 2010 18:00 |

| Kazakhstan                | 0–5                      | Thái Lan |
| ------------------------- | ------------------------ | -------- |
| Chsherbakova 5', 12', 43' | PHÁN QUYẾT CỦA TRỌNG TÀI |          |

| Trọng tài: Kang Hyun-young (KOR) Kitty Yau (HKG) |

| 17 tháng 11 năm 2010 20:00 |

| Trung Quốc                                            | 6–0 | Malaysia |
| ----------------------------------------------------- | --- | -------- |
| Zhao 16', 44' · Ren 30' · Fu 35' · Xu 55' · Ma W. 70' |     |          |

| Trọng tài: Kim Jung-hee (KOR) Anupama Puchimada (IND) |

| 19 tháng 11 năm 2010 13:00 |

| Ấn Độ | 13–0 | Thái Lan |
| --- | ---- | -------- |
| Chanchan 12' · Saba 15' · Rani 20', 42', 66' · Subhadra 24', 57' · Surinder 28', 31', 60', 63' · Poonam 34' · Joydeep 65' |      |          |

| Trọng tài: Lynn Hassan (SGP) Lesley Nunn (RSA) |

| 19 tháng 11 năm 2010 14:30 |

| Malaysia                                    | 5–0                      | Kazakhstan |
| ------------------------------------------- | ------------------------ | ---------- |
| Norazlin 17', 66' · Nadia 41' · Fazilla 56' | PHÁN QUYẾT CỦA TRỌNG TÀI |            |

| Trọng tài: Kim Jung-hee (KOR) Miao Lin (CHN) |

| 19 tháng 11 năm 2010 15:00 |

| Trung Quốc              | 3–1 | Nhật Bản     |
| ----------------------- | --- | ------------ |
| Zhao 11', 26' · Gao 14' |     | Murakami 53' |

| Trọng tài: Christiane Hippler (GER) Kang Hyun-young (KOR) |

| 20 tháng 11 năm 2010 14:30 |

| Nhật Bản                                                                                    | 8–0 | Thái Lan |
| ------------------------------------------------------------------------------------------- | --- | -------- |
| Mistsuhashi 20' · Otsuka 32' · Yamamoto 45', 49' · Arai 56' · Murakami 63' · Chiba 68', 69' |     |          |

| Trọng tài: Nor Piza Hassan (MAS) Kitty Yau (HKG) |

| 20 tháng 11 năm 2010 18:00 |

| Ấn Độ                                                      | 6–0 | Kazakhstan |
| ---------------------------------------------------------- | --- | ---------- |
| Rani 24', 44', 70' · Jasjeet 40' · Surinder 54' · Saba 66' |     |            |

| Trọng tài: Chen Hong (CHN) Miskarmalia Mohd Ariffin (SGP) |

| 20 tháng 11 năm 2010 20:00 |

| Trung Quốc  | 2–2 | Hàn Quốc         |
| ----------- | --- | ---------------- |
| Fu 36', 46' |     | Park M. 10', 62' |

| Trọng tài: Christiane Hippler (GER) Mercedes Sánchez (ARG) |

| 22 tháng 11 năm 2010 15:30 |

| Malaysia                                                   | 5–0 | Thái Lan |
| ---------------------------------------------------------- | --- | -------- |
| Siti 24' · Hidayah 32', 70' · Norfaraha 33' · Norazlin 37' |     |          |

| Trọng tài: Anupama Puchimanda (IND) Lynn Hassan (SGP) |

| 22 tháng 11 năm 2010 17:30 |

| Hàn Quốc             | 2–0 | Nhật Bản |
| -------------------- | --- | -------- |
| Kim Jong-E. 41', 65' |     |          |

| Trọng tài: Miao Lin (CHN) Christiane Hippler (GER) |

| 22 tháng 11 năm 2010 19:30 |

| Trung Quốc        | 2–1 | Ấn Độ        |
| ----------------- | --- | ------------ |
| Wang 27' · Xu 30' |     | Surinder 65' |

| Trọng tài: Kang Hyun-young (KOR) Lesley Nunn (RSA) |

- Ba cầu thủ đến từ Kazakhstan: Anastassiya Chsherbakova, Alessya Pyotukh và Yuliya Mikheichik bị kết tội đại diện cho Belarus trong Vòng loại World Cup 2010 vào đầu năm nay tại Kazan, Nga. Tất cả các trận đấu mà Kazakhstan thua với tỷ số dưới 5 bàn đều được sửa thành 0–5 và những trận đấu vượt quá tỷ số đó sẽ được tính.[2]

### Vòng phân hạng

#### Hạng thứ năm và sáu
| 24 tháng 11 năm 2010 09:00 |

| Malaysia                           | 3–0 | Thái Lan |
| ---------------------------------- | --- | -------- |
| Siti 13' · Nadia 34' · Fazilla 57' |     |          |

| Trọng tài: Kim Jung-hee (KOR) Miskarmalia Mohd Ariffin (SGP) |

#### Tranh huy chương đồng
| 24 tháng 11 năm 2010 14:00 |

| Nhật Bản   | 1–0 (h.p.) | Ấn Độ |
| ---------- | ---------- | ----- |
| Manabe 78' |            |       |

| Trọng tài: Miao Lin (CHN) Kang Hyun-young (KOR) |

#### Tranh huy chương vàng
| 24 tháng 11 năm 2010 17:00 |

| Trung Quốc                     | 0–0 (h.p.) | Hàn Quốc                                     |
| ------------------------------ | ---------- | -------------------------------------------- |
|                                |            |                                              |
| Loạt luân lưu                  |            |                                              |
| Ma Y. · Song · Fu · Zhao · Sun | 5–4        | Kim E. · Kim B. · Lee · Kim Y. · Kim Jong-E. |

| Trọng tài: Mercedes Sánchez (ARG) Christiane Hippler (GER) |

## Thống kê

### Bảng xếp hạng cuối cùng
Theo quy ước thống kê trong môn khúc côn cầu trên cỏ, các trận đấu kết thúc sau khi diễn ra hiệp phụ được tính là thắng và thua, còn các trận đấu được quyết định bởi đá luân lưu được tính là hòa.
| VT | Đội        | ST | T | H | B | BT | BB | HS  | Đ  | Status                                     |
| -- | ---------- | -- | - | - | - | -- | -- | --- | -- | ------------------------------------------ |
| 1  | Trung Quốc | 7  | 5 | 2 | 0 | 31 | 4  | +27 | 17 | Dành quyền tham dự Thế vận hội Mùa hè 2012 |
| 2  | Hàn Quốc   | 7  | 5 | 2 | 0 | 24 | 5  | +19 | 17 |                                            |
| 3  | Nhật Bản   | 7  | 5 | 0 | 2 | 22 | 7  | +15 | 15 |                                            |
| 4  | Ấn Độ      | 7  | 3 | 0 | 4 | 24 | 7  | +17 | 9  |                                            |
| 5  | Malaysia   | 7  | 3 | 0 | 4 | 15 | 18 | −3  | 9  |                                            |
| 6  | Thái Lan   | 7  | 1 | 0 | 6 | 5  | 47 | −42 | 3  |                                            |
| 7  | Kazakhstan | 6  | 0 | 0 | 6 | 3  | 36 | −33 | 0  |                                            |

### Cầu thủ ghi bàn
- Do các trận đấu bị hủy, Kazakhstan được tính là đá phản lưới nhà 9 bàn.

Đã có 124 bàn thắng ghi được trong 24 trận đấu, trung bình 5.17 bàn thắng mỗi trận đấu.
7 bàn thắng
- Zhao Yudiao
- Surinder Kaur
- Rani Rampal
- Park Mi-Hyun
- Lee Seon-Ok

5 bàn thắng
- Ma Yibo
- Kaori Chiba
- Ai Murakami

3 bàn thắng
- Fu Baorong
- Song Qingling
- Xu Xiaoxu
- Norazlin Sumantri
- Kim Jong-Eun
- Cheon Seul-Ki

2 bàn thắng
- Gao Lihua
- Wang Zhishuang
- Saba Anjum
- Subhadra Pradhan
- Chanchan Devi Thokchom
- Mazuki Arai
- Aki Mitsuhashi
- Miyuki Nakagawa
- Yukari Yamamoto
- Anastassia Shcherbakova
- Nor Hidayah Bokhari
- Norfaraha Hashim
- Nadia Rahman
- Siti Ruhani
- Fazilla Sylvester
- Kim Eun-Sil

1 bàn thắng
- De Jiaojiao
- Sun Sinan
- Ma Wei
- Ren Ye
- Joydeep Kaur
- Jasjeet Kaur Handa
- Poonam Rani
- Deepika Thakur
- Keiko Manabe
- Mie Nakashima
- Shiho Otsuka
- Yuliya Mikheichik
- Noor Hasliza
- Kim Bo-Mi
- Kim Jong-Hee